# Bockemålen (naturreservat)
Bockemålen är ett naturreservat i Oskarshamns kommun i Kalmar län.
Området är naturskyddat sedan 2010 och är 34 hektar stort. Reservatet består av lövskogar med gamla ekar, sumpskogar, kärr och små mossar.